# Leucopogon lasiophyllus
Leucopogon lasiophyllus är en ljungväxtart som beskrevs av Stschegl. Leucopogon lasiophyllus ingår i släktet Leucopogon och familjen ljungväxter. Inga underarter finns listade i Catalogue of Life.